# Monti della Laga (Area Sommitale)
Monti della Laga (Area Sommitale) este o arie protejată (arie specială de conservare — SAC, sit de importanță comunitară — SCI) din Italia întinsă pe o suprafață de 2.424 ha, integral pe uscat.

## Localizare
Centrul sitului Monti della Laga (Area Sommitale) este situat la coordonatele 42°38′38″N 13°22′43″E / 42.643889°N 13.378611°E.

## Înființare
Situl Monti della Laga (Area Sommitale) a fost declarat sit de importanță comunitară în iunie 1995 pentru a proteja 1 specie de plante și 12 specii de animale. Situl a fost protejat și ca arie specială de conservare în august 2017.

## Biodiversitate
Situată în ecoregiunea alpină, aria protejată conține 6 habitate naturale: Formațiuni ierboase bogate în specii de Nardus, dezvoltate pe substraturi silicioase în zone montane (și în zone submontane, în Europa continentală), Lande oro-mediteraneene cu formațiuni endemice de grozamă, Grohotișuri silicioase de la nivelul montan până la nivelul zăpezii (Androsacetalia alpinae și Galeopsietalia ladani), Pajiști alpine și boreale, Pajiști alpine și subalpine calcaroase, Păduri de fag din Apenini cu Abies alba și păduri de fag cu Abies nebrodensis.
La baza desemnării sitului se află mai multe specii protejate:
- plante (1): Himantoglossum adriaticum
- păsări (9): potârnichea de stâncă (Alectoris graeca graeca), fâsă-de-câmp (Anthus campestris), acvilă de munte (Aquila chrysaetos), caprimulg (Caprimulgus europaeus), presură de grădină (Emberiza hortulana), șoim călător (Falco peregrinus), ciocârlie de pădure (Lullula arborea), mierlă de piatră (Monticola saxatilis), Pyrrhocorax pyrrhocorax
- mamifere (2): lupul (Canis lupus), urs brun (Ursus arctos)
- reptile (1): Vipera ursinii

Pe lângă speciile protejate, pe teritoriul sitului au mai fost identificate 7 specii de plante, 3 specii de păsări, 2 specii de nevertebrate.